# Foxit Reader

Foxit Reader 2.3 (đã cũ) chạy trên Windows, thể hiện một số tính năng đánh dấu, chú thích trên văn bản PDF

Foxit Reader là phần mềm đọc file PDF đa ngôn ngữ của công ty phần mềm Foxit Software. Foxit Reader nổi bật vì thời gian khởi động nhanh chóng và kích thước nhỏ gọn. Nó chạy được trong nhiều nền tảng hệ điều hành khác nhau, trong đó có Microsoft Windows.

## Tính năng
Phần mềm có thể tạo, xem, chỉnh sửa, ký điện tử và in các tệp PDF. Tìm kiếm, sao chép đoạn văn bản.
Phiên bản Windows cho phép chú thích (annotate) vào file PDF dưới các dạng: gạch chân, vạch màu, vẽ hình, viết chữ và tô sáng. Cho phép lưu các mẫu PDF chưa hoàn thành, nhập và xuất file FDF, chuyển đổi thành văn bản.
Ngoài ra, một số tính năng mới của phiên bản 3.0 so với các phiên bản Foxit Reader cũ bao gồm:
- Hỗ trợ đa phương tiện
- Một số panel mới
- Văn bản tự trôi (auto-scrolling)
- Kết nối để quản lý nội dung trực tuyến
- Hỗ trợ Firefox

Foxit Reader có một phiên bản 1.1 chạy trên Linux Desktop nhưng không được hỗ trợ kĩ thuật. Phiên bản tương đối mới này (13 tháng 8 năm 2009) chạy được trên Ubuntu 9.04. 

## Phiên bản
Tính đến  năm 2015 Foxit Reader đã có sẵn cho Windows Vista trở lên, Apple iOS, Windows RT, Android và Windows Phone. Trước đây các phiên bản Foxit hỗ trợ các hệ điều hành trước đó (Windows 9x trở lên, Windows Mobile). Có thể cài đặt Foxit Reader 4.1.1 trên các phiên bản không được Windows hỗ trợ như Windows 98SE, bằng cách cài đặt KernelEX 4.5 trước.

Lịch sử phiên bản có ghi chú phát hành có sẵn từ Foxit, mặc dù không bao gồm ngày phát hành. Tuy nhiên, các trang web khác cung cấp ngày phát hành, một số trang có nhiều chi tiết hơn về các thay đổi.

## Vấn đề
Với phiên bản 6.1.4, trình cài đặt Foxit đã cài đặt ngầm chương trình không mong muốn Conduit nhằm chiếm đoạt phần mềm trình duyệt. Sau nhiều khiếu nại từ người dùng, nó đã bị xóa sau phiên bản 6.2.1.
Vào tháng 7 năm 2014, Internet Storm Center báo cáo rằng phiên bản di động cho iPhone đang truyền từ xa nhiều dữ liệu không mã hóa và các dữ liệu khác đến các máy chủ từ xa ở Trung Quốc bất chấp nọi nỗ lực từ chối tham gia thu thập dữ liệu của người dùng.

## Kích thước phần mềm
Foxit Reader là phần mềm có dung lượng nhỏ. File exe của nó có dung lượng (không nén) như sau:
- Phiên Bản 8.3.2: 125 MB
- Phiên bản 6.1: 32.5 MB
- Phiên bản 5.4: 15.7 MB
- Phiên bản 4.3: 7.57 MB
- Phiên bản 3.0: 3.68 MB
- Phiên bản 2.3: 2.57 MB
- Phiên bản 2.2: 2.13 MB